# Spione
Spione (prt: Espiões; bra: Os Espiões) é um filme mudo de espionagem alemão escrito e dirigido por Fritz Lang, lançado em 1928.
É a adaptação do romance homônimo, da esposa de Fritz Lang, Thea von Harbou, que também é co-roteirista do filme.

## Sinopse
Uma rede de espionagem internacional liderada por um megalomaníaco cadeirante usa tecnologia, ameaças e assassinatos para roubar segredos do governo alemão. Um agente secreto decide detê-los, mas no processo, ele se apaixona por uma jovem espiã russa impetuosa.

## Elenco
- Rudolf Klein Rogge : Haghi
- Gerda Maurus : Sonya Barranilkowa
- Link de Deyers : Kitty, a espiã capturada por Masimoto
- Luís Ralf : Hans Morrier
- Sherry Craighall : Burton Jason, o chefe de polícia
- Willy Fritsch : Agente nº 326 / Donald Tremaine
- Paulo Horbiger : Franz, o motorista
- Hertha von Walther : Lady Leslane
- Lupu Pick: Dr. Masimoto
- Fritz Grosa: Coronel Jellusic
- Herta von Walther: Lady Leslane
- Júlio Falkenstein : Gerente do hotel
- Jorge João : Maquinista da locomotiva
- Paulo Rehkopf : Strolch
- Hermann Valentin : Chefe da segurança do hotel
- Gustl Gstettenbaur : O menino que ajuda n°326
- Klaus Pohl : Assistente de Burton Jason
- Heinrich Gotho : Assistente de Burton Jason
- Theodor Loos : Ministro do Comércio
- Rosa Valetti : Mãe da Kitty
- Grete Berger : Enfermeira de Haghi
- Hans H. de Twardowski : Vincent, secretário de Jason

## Influências
- Bernard Eisenschitz, que cita Claude Chabrol e Éric Rohmer, observa que este filme inspirou o roteiro do filme Os 39 Passos de Alfred Hitchcock, que empresta vários elementos dele: uma bala fatal é detida por um livro, o desfecho e a prisão do culpado (chamado Haghi) que acontecem no palco de um teatro onde este ocorre.[5]